# Campagne Kleehof

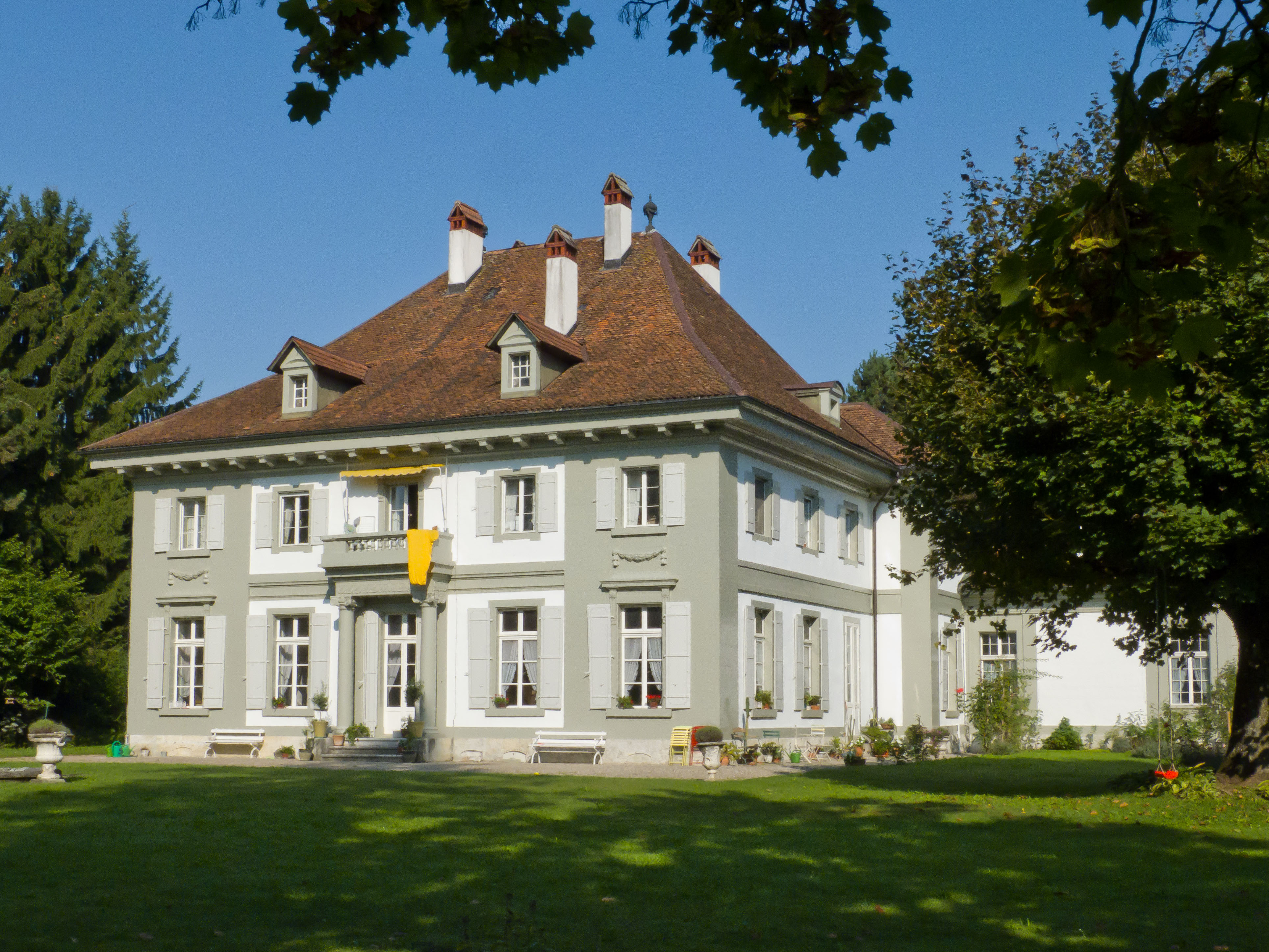
Kleehof von Süden.

Der Kleehof ist eine Campagne in der Gemeinde Kirchberg im Kanton Bern.

## Geschichte
Der Berner Agronom Johann Rudolf Tschiffeli, Mitbegründer der Ökonomischen Gesellschaft in Bern, erwarb 1763 das Landgut «Kleegarten». In den Jahren 1765 und 1768 liess er das Gutshaus von Niklaus Sprüngli durch zwei symmetrisch angeordnete eingeschossige Flügel-Pavillons erweitern. Tschiffeli verkaufte das Anwesen bereits 1770 für 72'000 Bernpfund an Ludwig Philibert Sinner, der durch seinen Vetter Carl Ahasver von Sinner den bestehenden Hauptbau ersetzen liess. 1811 ging das Gutshaus an Philippe Heinrich Dubois von Le Locle, und 1830 an Heinrich Roth aus Ersigen über. Dieser errichtete 1840 im östlichen Pavillon eine Bierbrauerei. 1959 kaufte Alphonse Schoch den Kleehof und sanierte den östlichen Pavillon ab 1965 nach Originalplänen. Gleichzeitig wurden die Gebäude unter kantonalen Denkmalschutz gestellt.